# Tadeusz Glaser
Tadeusz Glaser (ur. 1922, zm. 1987) – polski fitopatolog.

## Życiorys
Absolwent Uniwersytetu Poznańskiego, od 1951 pracownik naukowy w Katedrze Fitopatologii Uniwersytetu Poznańskiego, WSR i AR w Poznaniu. W latach 1955–1962 pracownik Instytutu Technologii Drewna. Tytuł profesora otrzymał w 1977 roku. Jako fitopatolog pracował m.in. nad zwalczaniem powodowanych przez grzyby chorób pomidora, roślin ozdobnych oraz wirusów drzew owocowych.